# Marco Fumasoli
Marco Fumasoli (* 12. Oktober 1951 in Zürich) ist ein Schweizer Unternehmer, Verleger, Filmproduzent und Werbetreibender.

## Leben
Nach der Kunstgewerbeschule war er als Editor beim Schweizer Fernsehen sowie an der Filmhochschule Berlin und für zwei Werbeagenturen tätig. Nach dem Jura-Studium auf dem zweiten Bildungsweg arbeitete er als lic. iur. im Marketing und am Bezirksgericht Zürich. 1987 kehrte er zu SF DRS zurück, diesmal als Regisseur. 1990 bis 1994 überarbeitete er als Kreativdirektor das Erscheinungsbild des Schweizer Landessenders.
Für das Fernsehprogramm Schweiz 4 filmte Fumasoli die Schweizer Landschaft aus einem Heissluftballon. Daraus entwickelte sich das Projekt Swissview. Zu seinen ersten Helikopterflügen startete Fumasoli im Jahr 1997. Später gründete er eine eigene Werbeagentur und eine Filmproduktion.
Im Mai 2009 kaufte Fumasoli vom ehemaligen Geschäftsführer des Orell Füssli Verlags, Manfred Hiefner, den Offizin Zürich Verlag, dem er Anfang 2011 wieder einen Mehrheitsanteil übertrug und ihn als geschäftsführenden Gesellschafter einsetzte.